# Лейли и Меджнун (Физули)
«Лейли́ и Меджну́н» (азерб. Leyli və Məcnun / لیلی و مجنون) — лиро-эпическая поэма поэта XVI века Мухаммеда Физули, повествующая о любви юноши Гейса, прозванного «Меджнуном» («Безумец») к красавице Лейли. Написана в 1536 году на азербайджанском языке. Эта поэма считается вершиной творчества Физули. Она состоит из 3096 бейтов и посвящена османскому правителю Багдада Увейс-паше. По мотивам поэмы в 1907 году Узеиром Гаджибековым была написана первая азербайджанская опера «Лейли и Меджнун».

## Анализ произведения
Физули создал эту поэму, тесно связанную с азербайджанским устно-поэтическим творчеством, продолжая и обновляя традиции своих предшественников, особенно классика персидской поэзии Низами Гянджеви, первого написавшего в 1188 году поэму «Лейли и Меджнун» на основе древней арабской легенды. Однако, в отличие от Низами, Физули вставил в поэму лирические стихотворения (22 газели, 2 морабба, и 2 монаджата), которые гармонично вписываются в повествование, и в то же время остаются самостоятельными.
Герой поэмы — поэт Меджнун (Гейс) ищет смысл и счастье своей жизни в романтической любви. Однако феодально-религиозные традиции и обычаи враждебны его идеалам. В глазах окружающей Гейса среды он – «меджнун» (то есть одержимый). Его любовь к прекрасной Лейли находит суровое осуждение общественного круга, к которому он принадлежит. Это один из источников трагического конфликта. Несмотря на то, что в конце поэмы усиливаются мистические мотивы, Физули показал в ней истинно человеческую любовь.
В Институте востоковедения Российской академии наук хранится 12 списков рукописей поэмы «Лейли и Меджнун»

## Сюжет
Физули начинает повествование с молитвы к Богу (İlahi). Лейлу он называет воплощением истины (həqiqət), которая украшает сиянием своей красоты, а Меджнун назван блуждающим в пустыне неведения. В рубаях Физули называет Бога источником любви (eşq), крепость которой уподобляется цепям (zəncir). Мир (Dünya) назван "завесой" (niqab) Бога, который хранит 7 роз и 10 цветников (gülüstan). Физули упоминает, что даже само время (zəman)  и наш разум (əql) созданы Аллахом. Он призывает следовать шариату Пророка и не увлекаться ни богатством, ни вином, ни гашишем. Далее Физули воздает хвалу Пророку, который наяву видел Джибраила (Cibril) и возносился на небеса на Бураке (Büraq). Отмечая тягости жизни, он тем не менее признает, что вино и заступничество земных владык способны облегчить существование поэта. В качестве примера Физули ссылается на Абу Нуваса, Навои и Низами. Немало строк он адресует виночерпию (saqi), чтобы тот налил ему вина. 
После длительного вступления, Физули решает поведать историю любви Лейли и Меджуна. Свой рассказ он начинает с того, как в семье арабского шейха из Неджда родился мальчик по имени Гейс (Qeys). В школе мальчик влюбился (məhəbbət) в красавицу (gözəl) Лейлу, которая очаровала его своими глазами, бровями и волосами, а также алыми словно роза губами и самшитовым станом. Гейса Физули также находит привлекательным (şirin) и сравнивает с кипарисом, его глаза и брови с цветком нарцисса, а дыхание — с запахом роз. Со временем влюбленность переросла в сильную любовь (eşq), которая затмила разум и Гейс стал пленником (əsir) своего чувства. Однако мать девушки опасается бесчестья и позора, к которым может привести эта любовь. Поэтому Лейла вынуждена оставить школу и в одиночестве скорбеть о своей разлуке (cüdalıq). В печали (dərd), кляня свою судьбу (fələk), пребывает и Гейс, которого окружающие стали называть Меджнуном (одержимым). После короткой случайной встречи с возлюбленной, Меджнун прощается с друзьями и удаляется в пустыню. В своем прощальном стихе он противопоставляет разум (əql) и любовь (eşq): "Я, увидав простор любви, схожу с разумного пути". 
Опечаленный отец Меджнуна отыскивает своего сына в пустыне и увещевает вернуться домой. Он пытается призвать его к свободе (azad) от рабской страсти и даже читает стих против любви, называя её "недугом души" (afəti-can). Видя непреклонность Меджнуна, его отец решается на сватовство к отцу Лейлы, но тот отказывается выдать дочь за безумца. Отец Меджнуна безуспешно ищет лекарство от безумия своего сына. Наконец, ему советуют совершить хадж и получить исцеление у черного камня (qara daş). Однако и это не приносит исцеления. Некоторое утешение Меджнун находит в горах. Затем он, проникнувшись сочувствием, освобождает из сетей газель (qəzal) и голубку (kəbutər). Тем временем за Лейлу сватает завидный жених Ибн Салам. Меджнуна в пустыне находит Ноуфал (Növfəl) и вербует в свой отряд, обещая вновь соединить его с Лейлой. Отряд румийского тюрка Ноуфала нападает на племя Лейлы, однако Меджнун страдает от гибели родичей своей возлюбленной и не желает победы любой ценой. Ноуфал побеждает, однако отец Лейлы настаивает на священных узах брака с Ибн Саламом. Меджнун в пустыне становится аскетом и начинает понимать бренность окружающего мира. Однако по его молитвам Ибн Салам чахнет и Лейла становится вдовой. Лейла верхом на верблюдице отправляется на поиски Меджнуна, но тот не стремится возобновить отношения с бывшей возлюбленной, поскольку он достиг "совершенного состояния" (vücudi-kamil). В отчаянии Лейла заболевает и умирает. Узнав о её смерти, приходит на её могилу и также умирает Меджнун. Физули повествует, что их друг Зейд (Zeyd) во сне видит влюбленную пару в раю.

## Мир Лейли и Меджнуна
Физули в своей поэме дает подробное описание окружающей природы. Из ландшафтов преобладает пустыня (səhra). 
- Из фауны упомянуты мотылек (pərvanə), соловей (bülbül), голубь (kəbutər), газель (qəzal), олень (gəvəzn), волк (gürg), лисица (rubah), лев (arslan, şir), тигр (pələng) и леопард (qaplan).
- Из растений: роза (gül), мак/тюльпан (lalə), нарцисс (nərgis), самшит (şümşad) и кипарис (sərv).
- Из стран: Рум (Rum), Сирия (Şam), Неджд (Nəcd), Хиджаз (Hicaz), Хорасан (Xorasan).
- Из планет: Зухра, Юпитер (Müştəri, Bərcis), Утарид (Ütarid), Бахрам (Bəhram) и Сатурн (Keyvan).
- Из созвездий: Овен (Həməl), Скорпион (Əqrəb) и Плеяды (Sürəyya).
- Из народов: тюрки (türk) и арабы (ərəb).

## Галерея

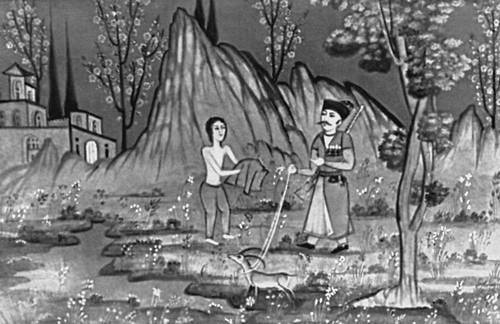
«Меджнун с ланью», миниатюра XVIII века к поэме
Изображения Лейли и Меджнуна, высеченные на постаменте памятника Физули в Баку
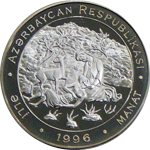
Памятная монета Азербайджана с изображением Меджнуна, выпущенная в честь 500-летнего юбилея Физули

## Издания
- Ed. N. H. Onan as Leylâ vü Mecnûn, Istanbul, 1935
- Физули, Лейли и Меджнун, пер. с азерб. А. Старостина. Вступ. статья Р. Алиева, М., 1958
- tr. S. Huri as Leyla and Mejnûn by Fuzûlî, London, 1970
- Ed. H. Ayan, Istanbul, 1981
- M.Füzuli «Leyli və Məcnun» poeması. Bakı-Maarif, 1991 (азерб.)
- Ed. M. Doğan, Istanbul, 1996
- Мухаммед Физули. Произведения = Məhəmməd Füzuli. Əsərləri (азерб.). — Баку: Azərbaycan, 1996. — Т. II.
- Мухаммед Физули. Произведения = Məhəmməd Füzuli. Əsərləri (азерб.) / Под ред. Т. Керимли. — Баку: Şərq-Qərb, 2005. — Т. II. — 336 с. — ISBN 9952-418-51-2.